# Karol Rotkiel
Karol Michał Ernest Rotkiel (ur. 1800, zm. 8 grudnia 1864 w Lublinie) – polski złotnik czynny w pierwszej połowie XIX wieku, działający głównie w Lublinie.
Urodził się w 1800 roku, pochodził z Warszawy. Do księgi obywateli Lublina został wpisany 13 lutego 1833 roku. W Lublinie prowadził warsztat złotniczy pod adresem Krakowskie Przedmieście 21, w którym pracował m.in. Jan Gałecki – późniejszy kontynuator jego działalności. Rotkiel nie figuruje na liście rękodzielników z 1848 roku, co w połączeniu z uzyskaniem konsensu przez Gałeckiego w 1846 roku sugeruje, że zakończył pracę zawodową w latach 1845–1846.
Dwukrotnie żonaty – najpierw z wdową po zamożnym kupcu Mathiusie, następnie z Anną Adolf. Między 1855 a 1860 rokiem chrzcił w lubelskiej katedrze czworo dzieci: Klementynę Mariannę (1855), Ewę Antoninę (1857), Karola Adama (1858) oraz Ignacego Henryka (1860).
Zmarł 8 grudnia 1864 roku. Został pochowany na cmentarzu w Lublinie, jednak później jego szczątki przeniesiono na warszawskie Powązki.
Sygnował swoje wyroby kursywą K. Rotkiel lub Rotkiel; być może używał także cechy KR, którą odnaleźć można m.in. na srebrnej łyżeczce w zbiorach Muzeum Narodowego w Warszawie (nr inw. SZM 11289 MNW).
Duże zbiory wyrobów Rotkiela posiada m.in. Muzeum Narodowe w Lublinie, Muzeum Narodowe w Krakowie, Muzeum Narodowe w Warszawie.

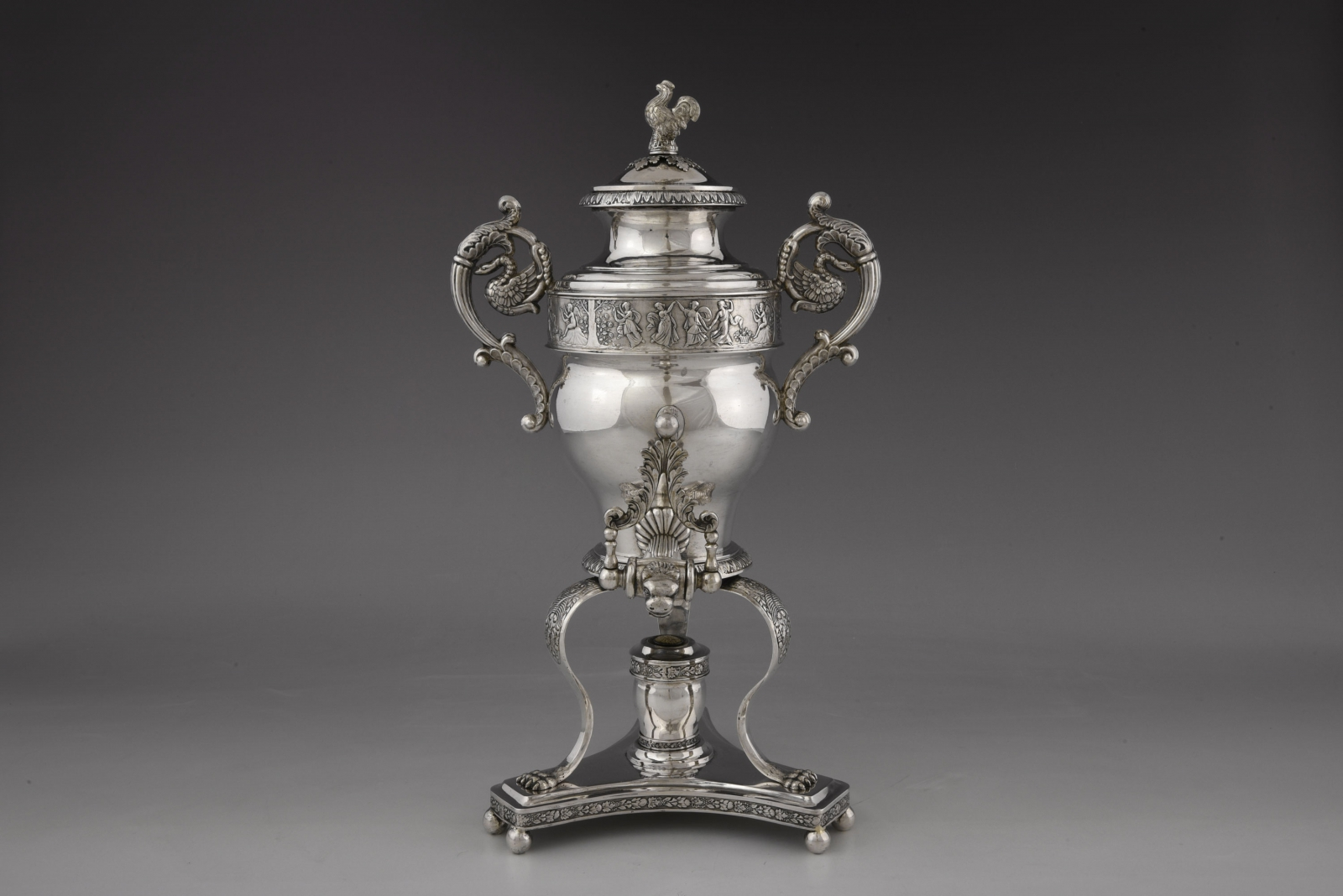
Karol Rotkiel, Srebrna buliera, Lublin, 2 ćw. XIX wieku